# Jean III de Holstein
Jean III de Holstein dit le Clément danois Johan den Milde  (1297- 27 septembre 1359) comte de Holstein-Kiel  (1321-1359) et comte de Holstein-Plön (1350-1359). Pendant l’interrègne de 1332 à 1340, il contrôle une grande partie de l’est du royaume du Danemark.

## Origine
Jean de Holstein était le fils cadet du comte  Gérard II de Holstein-Plön (mort en 1312) lui-même issu d’une des branches de la famille de Schauenbourg qui s’étaient partagées le comté de Holstein après l’abdication du compte Adolphe IV en 1238.
Sa mère était la reine douairière Agnès de Brandebourg, veuve d’Éric V de Danemark, et de ce fait, il était le demi-frère utérin des rois Érik Menved  et Christophe II de Danemark.

## Biographie
Jean III de Holstein connu en allemand sous le nom de Johann der Milde (le Clément), obtient en partage Kiel après l’extinction de cette branche de la dynastie des comtes de Holstein en 1321. En 1350, il reçoit le domaine paternel de Plön après la mort de son neveu Gérard V de Holstein-Plön.
En 1326, il soutient de concert avec Gérard III de Holstein-Rendebourg, la rébellion des magnats danois contre Christophe II de Danemark qui est déchu.
Craignant l’influence grandissante de son cousin qui agissait pour le compte du jeune roi  Valdemar III de Danemark qu’il avait mis sur le trône, il se rapproche rapidement de son demi-frère. En 1329, Jean de Plön rappelle Christophe II de Danemark qui vivait en exil au Mecklembourg. Il obtient par une convention du 12 novembre 1329 les îles de Lolland et de Falster pour lever une armée avec laquelle il occupe Falster puis Seeland. Christophe II rétabli sur le trône en 1330 doit engager à son allié par une nouvelle convention du 10 janvier 1332 l’île de Seeland et la Scanie. Le parti de Jean de Plön et du roi est battu à Lohede entre Rendebourg et Schleswig le 30 novembre 1331 par Gérard III de Holstein.
Pendant l’interrègne qui suite ma mort de Christophe II de Danemark en 1332, Jean de Plön  qui contrôle pratiquement tout l’est du royaume perd la même année la Scanie qui entre en rébellion contre lui et se soumet avec l’accord de l’archevêque de Lund au roi Magnus IV de Suède. En 1333, il débute l’édification de la puissante forteresse de Muldbjerg sur la côte nord du Lolland  afin de s’assurer une liaison avec ses domaines héréditaires de Femern et du Holstein oriental.
Après le meurtre en 1340 de Gérard III de Holstein et le rétablissement de la monarchie danoise par Valdemar IV de Danemark, le rôle politique de Jean de Plön s’estompe. Le nouveau roi récupère le plus souvent grâce à des transactions financières les  provinces aliénées  en faveur des comtes de Holstein et lors de sa mort en 1359, Jean de Plön ne contrôle plus que son domaine patrimonial du Holstein.

## Unions et postérité
Jean III de Holstein eut deux épouses : entre 1317 et 1319 Catherine fille de Henri III de Głogów et en 1327 Mirizlawa de Wittenberg dont cinq enfants parmi lesquels :
- Adolphe IX de Holstein-Plön comte de 1359 à 1390 avec qui s’éteint cette lignée.
- Catherine épouse de Bernard II de Mecklembourg-Werle-Waren

## Sources
- (en) Cet article est partiellement ou en totalité issu de l’article de Wikipédia en anglais intitulé « John III, Count of Holstein-Plön » (voir la liste des auteurs), édition du 4 mai 2009.